# شهره بیات
شهره بیات (زاده ۲۳ اسفند ۱۳۶۵ در رشت) نخستین و تنها زن داور بین‌المللی شطرنج رتبه A در آسیا و آموزگار فدراسیون جهانی شطرنج (فیده) است که داوری مسابقاتی از جمله فینال قهرمانی شطرنج بانوان جهان را در کارنامه دارد.
شهره بیات دارای عنوان استادی فدراسیون جهانی شطرنج و دبیر پیشین فدراسیون شطرنج ایران است. شهره بیات در اواخر مهر ۱۳۹۷ بنا به دلایل نامشخص از سمت خود استعفا کرد و سپس در سال ۲۰۱۹ (میلادی) به عنوان عضو ارشد کمیته داوران فدراسیون جهانی شطرنج و آموزگار فیده انتخاب شد. شهره بیات تا پیش از مهاجرت از ایران به نام ایران، عضو ارشد کمیته داوران فیده بود. در آبان ۱۳۹۹ وزارت کشور بریتانیا به شهره بیات پناهندگی داد.
در ۱۵ اسفند ۱۳۹۹ شهره بیات یکی از برندگان جایزه «زنان شجاع» وزارت خارجه آمریکا شد.
شهره بیات در مصاحبه با روزنامه  دیلی تلگراف اعلام کرده است که جزو یهودیان  مخفی ایران بوده است و در ظاهر  خود را مسلمان  معرفی مینموده است <سایت تابناک کد خبر ۱۰۰۵۵۹۴>

## مهاجرت از ایران
در دی ۱۳۹۸ انتشار عکس‌های بی‌حجاب شهره بیات در جریان یک مسابقه قهرمانی جهان خبرساز شد. کیومرث بیات، پدر او انتشار این عکس‌ها را «شیطنت عکاسان» خواند و گفت که یک لحظه روسری از سر دخترش افتاده‌است؛ شهره بیات در ادامه مسابقه دیگر از روسری استفاده نکرد و اعلام کرد که دیگر قصد بازگشت به ایران را ندارد.
شهره بیات در مصاحبه با رویترز اعلام کرد تصاویری که رسانه‌های داخلی ایران از آن استفاده کردند و ادعا کردند که وی بی‌حجاب بوده از زاویه‌ای گرفته شده بود که روسری اش مشخص نبود، سپس مطابق آن تصاویر او را محکوم کرده‌اند. فدراسیون شطرنج از بیات خواست تا نامه ای بنویسد و ابراز پشیمانی کند و از حجاب اسلامی اجباری دفاع کند، شهره بیات از نوشتن این نامه امتناع کرد و از روز بعد بدون حجاب در مسابقات حاضر شد، او از فدراسیون ایران درخواست کرده تا با ارسال نامه‌ای امنیتش را تضمین کنند تا بتواند به ایران بازگردد، اما فدراسیون شطرنج ایران و نهادهای مرتبط از این کار خودداری کردند.
در حالی که بیات هنوز در مرحله دوم مسابقات در روسیه به‌سر می‌برد، رسانه‌های داخلی اعلام کردند که وی پناهنده شده‌است. در ۹ آبان ۱۳۹۹ نایجل شورت، استاد شطرنج بریتانیایی و نایب رئیس فدراسیون بین‌المللی شطرنج، در توییتی گفت که وزارت کشور بریتانیا به شهره بیات، پناهندگی داده‌است. وی ادامه داد: «به عنوان یک مجازات، سپاه پاسداران، کیومرث، پدر شهره بیات را مجبور کرده بود که از ریاست انجمن شطرنج گیلان کناره‌گیری کند.»

### واکنش‌ها
فدراسیون بین‌المللی شطرنج (فیده) به دلیل اینکه شهره بیات کاری خلاف قانون انجام نداده واکنشی نشان نداد، ولی استاد شطرنج بریتانیا و نایب رئیس فیده، نایجل شورت، در توییتی شهره را ستایش کرد.
گری کاسپاروف قهرمان شطرنج جهان، سوزان پولگار قهرمان شطرنج بانوان جهان، و هیکارو ناکامورا استاد بزرگ سرشناس آمریکایی با انتشار توئیتی پشتیبانی خود را از شهره بیات اعلام کردند.
در خرداد ۱۳۹۹ کیومرث بیات، پدر شهره بیات، که به مدت ۱۲ سال رئیس هیئت شطرنج گیلان بود از فشار وزارت ورزش برای کناره‌گیری از سمت خود و دوری از فعالیت‌های ورزشی «به دلیل رعایت نکردن حجاب توسط دخترش» خبر داد.
در مهر ۱۳۹۹ شهره بیات در مصاحبه ای با تلگراف اعلام کرد پس از فشارهایی که در مسابقات قهرمانی بانوان جهان بخاطر حجاب به وی تحمیل کرده بودند، دیگر قادر به ادامه این وضعیت نبود و به همین دلیل به ایران بازنگشت.
همزمان با روز جهانی زن، جایزه «زنان شجاع» وزارت امور خارجه آمریکا به ۲۱ زن داده شد که یک تن از آن‌ها شهره بیات می‌باشد. این مراسم در حضور جیل بایدن، بانوی اول آمریکا انجام شد.

## جوایز
- جایزه بین‌المللی زنان شجاع دولت فدرال ایالات متحده آمریکا (۹ مارس ۲۰۲۱)[۲۲][۲۳]
- جایزه تاثیر اجتماعی (IVLP Impact Award) موسسه بین المللی مریدین آمریکا (۲۰۲۲)
- جایزه فدراسیون جهانی شطرنج بهترین داور شطرنج خانم قاره اروپا  (۲۰۲۲)